# 광희중학교 축구부
광희중학교 축구부는 서울특별시에 위치한 광희중학교의 축구부이다.